# Оченаш
Оченаш (стгрч. Πάτηρ ἡμῶν, црсл. Ѻ҆ч҃е на́шъ), позната и као Молитва Господња (стгрч. Κυριακὴ προσευχή, црсл. Мл҃тва гдⷭ҇нѧ), хришћанска је молитва и по Новом завјету једина проповиједана од самог Исуса Христа. Записана је у Библији (Светом писму — у две од укупно четири књиге јеванђеља Новог завјета). Текст који следи користи се у богослужењима и молитвеницима Православне цркве, и незнатно одступа од оног у Матејевом јеванђељу и у Лукином јеванђељу.

## Текст
| Српски Оче наш, који си на небесима, да се свети име Твоје, да дође царство Твоје; да буде воља Твоја, и на земљи као на небу. Хлеб наш насушни дај нам данас, и опрости нам дугове наше, као што и ми опраштамо дужницима својим; и не уведи нас у искушење, но избави нас од злога. Амин. | Старословенски Ѻтче нашъ, иже єси на небесѣхъ, да свѧтитсѧ имѧ Твое, да прїидетъ царствїе Твое, да будетъ волѧ Твоѧ, якѡ на небеси, и на земли. хлѣбъ нашъ насущный даждь намъ днесь, и остави намъ долги нашѧ, якоже и мы ѡставлѧемъ должникѡмъ нашымъ, и не введи насъ во искушенїе, но избави насъ ѿ лукавагѡ. Аминь. | Грчки Πάτηρ ἡμῶν ὁ ἐν τοῖς οὐρανοῖς, ἁγιασθήτω τὸ ὄνομά σου· ἐλθέτω ἡ βασιλεία σου· γενηθήτω τὸ θέλημά σου, ὡς ἐν οὐρανῷ καὶ ἐπὶ τῆς γῆς· τὸν ἄρτον ἡμῶν τὸν ἐπιούσιον δὸς ἡμῖν σήμερον· καὶ ἄφες ἡμῖν τὰ ὀφειλήματα ἡμῶν, ὡς καὶ ἡμεῖς ἀφίεμεν τοῖς ὀφειλέταις ἡμῶν· καὶ μὴ εἰσενέγκῃς ἡμᾶς εἰς πειρασμόν, ἀλλὰ ῥῦσαι ἡμᾶς ἀπὸ τοῦ πονηροῦ. Ὅτι σοῦ ἐστιν ἡ βασιλεία καὶ ἡ δύναμις καὶ ἡ δόξα εἰς τοὺς αἰῶνας. Αμήν. | Латински Pater noster, qui es in caelis, sanctificetur nomen tuum. Adveniat regnum tuum. Fiat voluntas tua, sicut in caelo, et in terra. Panem nostrum supersubstantialem cotidianum da nobis hodie. Et dimitte nobis debita nostra, sicut et nos dimittimus debitoribus nostris. Et ne nos inducas in tentationem, sed libera nos a malo. Amen. | Викизворник има изворни текст повезан са чланком Оченаш . Оченаш на Викимедијиној остави . Оче наш на латинском као грегоријанска хорска изведба |